# 飛哥與小佛：星際大戰
《飛哥與小佛：星際大戰》（英語：Phineas and Ferb: Star Wars）是美國動畫系列《飛哥與小佛》的一小時連動集，主要結合了《星際大戰》中的元素作故事主題。

## 介紹
自從2012年迪士尼公司收購了擁有星際大戰系列版權的盧卡斯影業後，迪士尼就有權製作發行星際大戰系列相關影集，這部飛哥與小佛 星際大戰便是迪士尼公司收購了盧卡斯影業後所製作出的和星際大戰相關的特別劇集。

## 特色
這部作品是飛哥與小佛的特別番外篇，在內容上和原作並無關連。這部作品將飛哥與小佛的人物帶進廣大的星際大戰的世界但是卻也不失原作中飛哥與小佛的幽默風格。

## 故事
在一個遙遠的銀河星球塔圖因，主角飛哥和小佛的家就在路克天行者家的旁邊，他們有天居然意外遇到機器人 R2-D2 而因此拿到了銀河帝國建造死星的計畫，於是打算要將他送到正義反叛軍的手中，他們雇用了韓蘇洛的對手載他們出航，無奈他們的老姊是帝國暴風軍團的凱蒂斯， 一心要追捕他們奪回計畫…另一方面，帝國中低階發明家發明了一個能把人變成西斯武士的機器，反叛軍的特務Ｐ想要阻止他，卻在雙方交火的意外中，小佛被擊中 而成了西斯武士，命運的驅使讓飛哥與小佛這對兄弟如今要展開一場正邪大戰…

## 人物介紹

### 原作飛哥與小佛中的人物
飛哥.福林 (美國配音Vincent Martella)(台灣配音陳進益)
性格和原作中的飛哥一樣，善良，樂觀，充滿想像力。在本作中是出生並成長在塔圖因星球上的人類，跟小佛對於在塔圖因星球上的生活很滿意，完全不想離開。可以使用原力，師父是歐比王.肯諾比，每個星期二都和小佛一起接受歐比王的絕地訓練，已經擁有光劍。原本和小佛在塔圖因上過著無憂無慮的快樂日子，直到和小佛被捲入到這次事件，在遇上伊莎貝拉後對他就有了好感。之後在命運的作弄下和自己的姐姐變成敵人，還被迫和墮入黑暗面成為西斯的小佛展開兄弟對決，幸好最後和姐姐相認並救回小佛，本作最後加入了反抗軍，還因為被伊莎貝拉吻了所以暈倒。
小佛.富雷察 (美國配音Thomas Sangster) (台灣配音夏治世)
性格依舊和原作中的小佛一樣，沉默 行動派的小巨人。和飛哥的關係跟原作一樣是沒有血緣關係的兄弟。在本作中是出生並成長在塔圖因星球上的人類，跟飛哥對於在塔圖因星球上的生活很滿意，完全不想離開。跟飛哥一樣可以使用原力，還可以使用感應，師父同樣是歐比王.肯諾比，每個星期二都和飛哥一起接受歐比王的絕地訓練，已經擁有光劍。原本和飛哥在塔圖因上過著無憂無慮的快樂日子，直到和飛哥被捲入到這次事件，在死星時為了救泰瑞而被達斯.杜芬舒茲的西斯終結者打中，墮入了黑暗面成為西斯戰士，並改良了西斯終結者，還邀請飛哥加入黑暗面但飛哥以為他是在開玩笑，於是他就和飛哥展開對決還對飛哥說「你如果不加入，那我只好毀滅你」，對決時因為飛哥不忍心下重手，所以完全佔上風，在要啟動西斯終結者把飛哥變成西斯時，因為西斯終結者被飛哥破壞所以最後恢復正常，最後和飛哥一起加入反抗軍。
鴨嘴獸泰瑞(特務P)
和原作的鴨嘴獸泰瑞一樣也是個特務，是反抗軍中的菁英特務，同時也是飛哥家的寵物鴨嘴獸，但跟原作不同的是牠的特務身分已經被飛哥與小佛知道了也已經和飛哥與小佛告別一段時間，本作一開始時奉命潛入帝國去盜取死星的資料，最後盜取成功成為本作事件的開端，後來去見莉亞公主將死星的資料交給她但是又馬上被帝國襲擊，之後奉莉亞公主之命令帶領C3-PO和裝有死星資料的R2-D2前往塔圖因星球尋找隱居的歐比王.肯諾比求救，經過一番波折後終於達成任務，後來又接到上級長官莫來管的命令前去死星阻止達斯.杜芬舒茲，在被達斯.杜芬舒茲抓住並被當成西斯終結者的實驗品時被小佛拯救卻也導致小佛變成西斯，最後和達斯.杜芬舒茲經過一番打鬥後終於將其抓住完成任務。
凱蒂絲‧傑楚德‧福林 (美國配音Ashley Tisdale) (台灣配音謝佼娟)
性格和原作的凱蒂絲一樣還是一直想讓人倒大楣，和原作不同的是，在飛哥還很小的時候就加入了帝國離開塔圖因並沒有和飛哥生活在一起，所以本作中和飛哥相見時雙方並不認識彼此。是帝國風暴兵之一，一直認為反抗軍是壞人為了讓反抗軍倒大楣而加入了帝國，本作一開始原本要和巴捷 布佛一起去捉拿反抗軍但是突然被上級命令去塔圖因買達斯.維達的襪子，她對此相當不滿，後來在塔圖因時遇上了帶有死星資料的飛哥與小佛時，便追擊兩人一路到死星，在死星時因意外要跌落時被飛哥救了一命，被飛哥救了一命後開始改變想法並認清帝國的作為而前去幫助飛哥，最後和飛哥相認並加入了反抗軍。
伊莎貝拉·格拉希·夏普羅 (美國配音Alyson Stoner) (台灣配音高幼帆)
性格和原作的伊莎貝拉不同，個性較強勢和強悍，而且並不是一開始就喜歡飛哥。是一位技術高超的飛行員，韓.索羅的競爭對手因為之前在一場比賽中輸給索羅所以對他十分不滿也很討厭他。有自己的飛行船名叫「百年吉娃娃號」。本作中在塔圖因的酒吧被飛哥與小佛找上，被飛哥請求帶他和小佛一起去追上乘坐上千年鷹號的R2-D2以便交還死星的資料，就這樣和飛哥與小佛被捲入本作的事件中，在死星上和飛哥快要到千年鷹時因為飛哥要去找小佛所以被飛哥託付了死星的資料，就這樣追著千年鷹到了反抗軍總部並成功把死星的資料交還給R2-D2，原本不打算回去找飛哥的但是在反抗軍總部的酒吧中遇上了索羅，雙方在一段談話中理解到了各自都有一個地方要去於是就告別了索羅，之後回去死星救了受困在即將爆炸的死星上的飛哥 小佛 凱蒂絲 布佛和巴捷。最後加入了反抗軍並吻了飛哥，這表示她接受飛哥的告白。
布佛·凡·斯東 (美國配音Bobby Gaylor) (台灣配音周寧)
性格上和原作的布佛一樣，四肢發達 頭腦簡單而且還是一樣時常欺負巴捷。帝國風暴兵之一，本作一開始和凱蒂絲一起行動後來在死星上時和凱蒂絲分散，之後和凱蒂絲碰頭還撿到了歐比王的長袍，本作的最後加入了反抗軍。
巴捷·帕特勒 (美國配音Maulik Pancholy) (台灣配音夏治世)
性格上和原作一樣 還是一樣時常被布佛欺負。帝國風暴兵之一，但他說自己原本要去參加物理營的卻不小心加入了帝國。本作一開始跟布佛和凱蒂絲一起行動後來在死星上時和凱蒂絲分散，之後和凱蒂絲碰頭，本作的最後加入了反抗軍。
達斯 杜芬舒茲 (美國配音Dan Povenmire) (台灣配音周寧)
本作反派，性格上和原作一樣，還是一樣是笨手笨腳又搞笑的邪惡科學家。是帝國最低階的達斯，原力可說是少的可憐，辦公室也是設在死星的垃圾處理場上，在死星上時碰到達斯.維達想和他搭話結果達斯.維達不甩他，是死星的研發者原本只是想要把死星做成胡桃鉗，但是帝國偷了他的點子把死星變得像現在這樣巨大，本作中製造出了西斯終結者，原本想要拿鴨嘴獸泰瑞做實驗的但卻意外打中小佛導致小佛變成西斯，後來和脫困的鴨嘴獸泰瑞經過一番激烈打鬥後被鴨嘴獸泰瑞制伏，但在鴨嘴獸泰瑞要押解他回去時，他脫困並逃走還說「這樣自己就能在續集裡再出場」。
凡妮莎·杜芬舒斯 (美國配音Olivia Olson) (台灣配音錢欣郁)
和原作的凡妮莎不同本作的凡妮莎不是人類，而是提列克族星人。是塔圖因酒吧裡受歡迎的歌手，在本作最後在反抗軍總部為大家演唱歌曲「Rebel, Let's Go!」。
法蘭西斯·莫來管隊長 (美國配音Jeff "Swampy" Marsh) (台灣配音夏治世)
和原作一樣是特務P的上司，反抗軍的幹部，在特務P完成莉亞公主交代的任務後，指派特務P前去死星阻止達斯 杜芬舒茲。
琳達‧福林 (美國配音Caroline Rhea) (台灣配音錢欣郁)
和原作一樣是飛哥與小佛和凱蒂絲的母親，小佛的繼母。和勞倫斯一直希望飛哥與小佛能離開塔圖因去別的星球見見世面。
勞倫斯‧富雷查 (美國配音Richard O'Brien) (台灣配音于正昌)
和原作一樣是飛哥與小佛和凱蒂絲的父親，飛哥和凱蒂絲的繼父。和琳達一直希望飛哥與小佛能離開塔圖因去別的星球見見世面。

### 原作中星際大戰的人物
原作中星際大戰的人物在本作中均以客串角色的性質出現
路克·天行者 (美國配音) (台灣配音)
即是原作的路克.天行者，是飛哥與小佛的鄰居和好友，一直很想離開塔圖因去別的星球開拓自己的視野。
莉亚公主  (美國配音) (台灣配音)
即是原作的莉亞公主，在特務P成功盜取死星的資料後，指派特務P帶著C-3PO和裝有死星資料的R2-D2前去尋找隱居在塔圖因星球的歐比王·肯諾比求救。
韓·索罗 (美國配音) (台灣配音)
即是原作的韓.索羅，千年鹰号的船長，伊莎貝拉的競爭對手在反抗軍的總部中和伊莎貝拉見到面，雙方在一段談話下各自明白自己有一個地方該去。
歐比王·肯諾比
即是原作的歐比王.肯諾比，飛哥與小佛的師父，在死星時和小佛擦身而過但雙方都沒有察覺到，其長袍在最後被布佛撿到。
C-3PO (美國配音) (台灣配音)
即是原作的C-3PO，在和R2-D2跟著特務P到達塔圖因後和特務P分散，之後就和R2-D2一起行動，然後被星球上的原住民爪哇族抓獲並和R2-D2一起被賣給路克·天行者一家。
R2-D2
即是原作的R2-D2，在被莉亚公主裝上死星的資料和對歐比王·肯諾比的求救訊息後，和C-3PO跟著特務P到達塔圖因後和特務P分散，之後就和C-3PO一起行動，然後被星球上的原住民爪哇族抓獲並和C-3PO一起被賣給路克·天行者一家。之後特務P潛入路克家將它帶走，但在要去找歐比王的路上時意外撞到了正在行駛交通工具的飛哥與小佛因此又和特務P分散，在飛哥與小佛的指示下自己去找歐比王但死星的資料遺落在飛哥與小佛的交通工具上造成飛哥與小佛捲入本次的事件中，之後成功找到歐比王·肯諾比。
达斯·维达(安纳金·天行者) (美國配音) (台灣配音)
即是原作的達斯.維達，在死星時被達斯.杜芬舒茲看到，杜芬舒茲想和他搭話但並沒有理會杜芬舒茲。
秋巴卡
即是原作的秋巴卡，韓·索罗的助手。千年鷹號的副駕駛。
歐文.拉爾斯 (美國配音) (台灣配音)
即是原作的歐文.拉爾斯，路克·天行者的叔叔。